# Eparchia harbińska
Eparchia harbińska – jedna z trzech eparchii Chińskiego Kościoła Prawosławnego. Jej stolicą jest Harbin. Obecnie eparchia nie ma zwierzchnika ani wyznaczonego soboru eparchialnego. Za bieżące problemy struktury, podobnie jak w przypadku całego Chińskiego Kościoła Prawosławnego, odpowiedzialni są wyznaczeni hierarchowie Rosyjskiego Kościoła Prawosławnego.
Eparchia harbińska obejmuje obszar Chin północno-wschodnich i Mongolii Wewnętrznej, z prowincjami Heilongjiang, Jilin oraz Liaoning. Jej powstanie było związane z działalnością rosyjskiej misji prawosławnej w Chinach. Pierwsi kapłani prawosławni podjęli pracę duszpasterską (początkowo jedynie wśród Rosjan) w 1897. Od 1900 obszar ten został włączony do eparchii nerczyńskiej Rosyjskiego Kościoła Prawosławnego. W tym samym roku do użytku została oddana cerkiew św. Mikołaja w Harbinie. Do rewolucji październikowej misjonarze wznieśli na terenie późniejszej eparchii kilkanaście cerkwi, otwierając przy nich szkoły i placówki dobroczynne. Powstał również jeden męski monaster Kazańskiej Ikony Matki Bożej w Harbinie, zaś w 1922 również żeński, pod wezwaniem Włodzimierskiej Ikony Matki Bożej.

## Biskupi Harbinu
Eparchia harbińska została oficjalnie założona w 1920. Jej kolejnymi zwierzchnikami byli:
- arcybiskup Metody (Gierasimow), 1920–1931
- arcybiskup Melecjusz (Zaborowski), 1931–1946
- arcybiskup Nestor (Anisimow), 1946–1948
- arcybiskup Nikander (Wiktorow), 1952–1956

Po likwidacji misji, wskutek sporów o zwierzchnictwo nad prawosławnymi parafiami w Chinach, jakie toczyły Rosyjski Kościół Prawosławny oraz Rosyjski Kościół Prawosławny poza granicami Rosji, została w 1945 zreorganizowana jako Metropolia Harbinu i Azji Wschodniej. Podporządkowano jej wówczas instytucje powołane przez  rosyjską misję prawosławną w Korei. W latach 1946–1954 miała status półautonomiczny jako Egzarchat Azji Wschodniej. Został on zlikwidowany w momencie oddania eparchii pod jurysdykcję autonomicznego Chińskiego Kościoła Prawosławnego. W ramach Cerkwi Chińskiej katedra harbińska nie została nigdy obsadzona.